# Weißenbrunn
Weißenbrunn er en kommune i Landkreis Kronach i Regierungsbezirk Oberfranken i den tyske delstat Bayern.

## Geografi
Weißenbrunn (325 moh.) ligger ved den sydvestlige udkant af Frankenwald. Kommunen ligger sydøst for Kronach i dalen til Leßbach ved Bier- und Burgenstraße (B 85) mellem Kronach og Kulmbach og er omkranset af op til 500 meter høje skovklædte bjerge.
Ud over Weissenbrunn ligger i kommunen landsbyerne:
- Reuth (indlemmet 1971)
- Eichenbühl (indlemmet 1971)
- Thonberg (indlemmet 1972)
- Hummendorf (indlemmet 1972)
- Gössersdorf (1976) und
- Wildenberg (indlemmet 1978).
- Grün

- Wikimedia Commons har flere filer relateret til Weißenbrunn